# 新桥镇 (遂宁市)
新桥镇，是中华人民共和国四川省遂宁市船山区下辖的一个乡镇级行政单位。2019年9月，新桥镇玉堂村、龙兴村、龙楼社区所属行政区域为北固镇的行政区域。

## 行政区划
新桥镇下辖以下地区：
新凤社区、新桥村、高岩村、登高村、凤阁村、长伍村、双堰村、贵家桠村、新羊村、花祠村、银子村、高字库村、大青村、关家沟村、菩提寺村、白家桥村和菖蒲埝村。